# Roh (biologie)

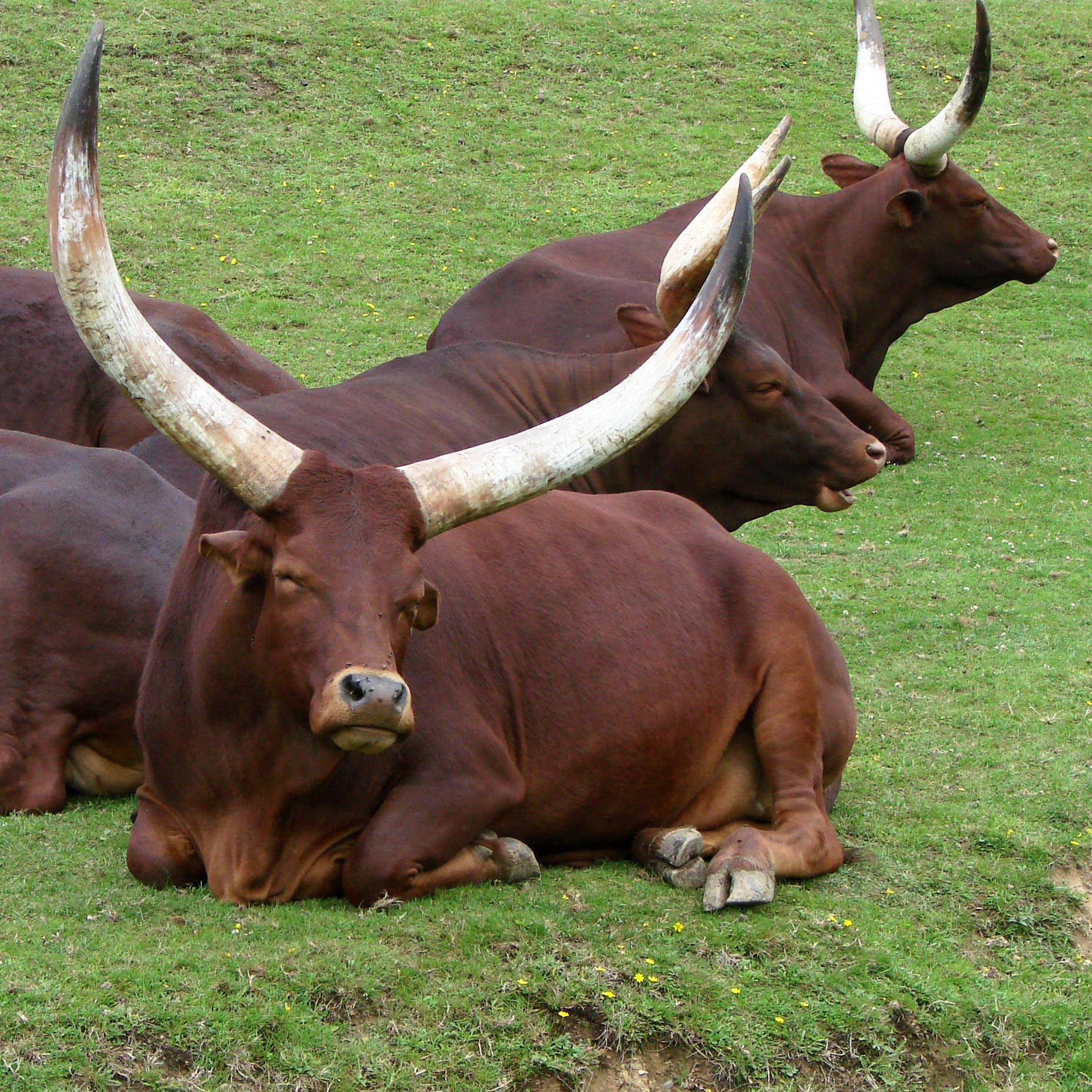
Watusi (africký skot)

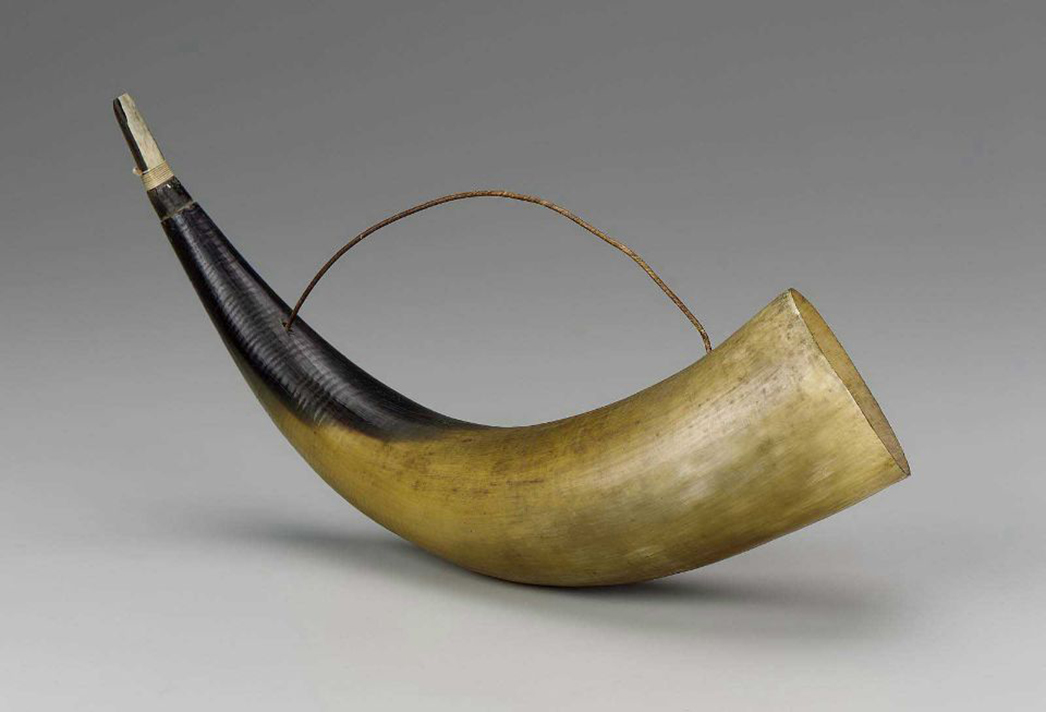
Erkencho, hudební nástroj

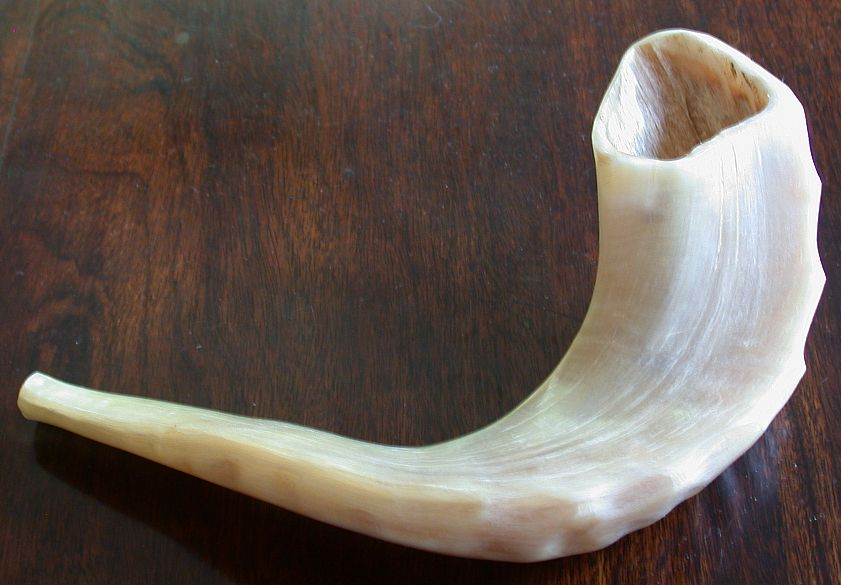
Šofar aškenázských židů

Roh (cornus) je výrůstek nacházející se na hlavě mnoha sudokopytníků i lichokopytníků. Je zpravidla nápadným znakem příslušného druhu. Podle vzniku lze rohy rozdělit na duté, plné a kostěné.

## Dutý roh
Dutý roh je umístěn na výběžku čelní kosti, je kožního původu, z rohoviny.
Je to párový orgán vyskytující se u přežvýkavých sudokopytníků z čeledě turovitých, kost obalená škárou pokrytou rohovinovou pochvou. Základ rohu je vytvořen kostěným rohovým výběžkem vyrůstajícím z čelní kosti. Je obdobně jako tato kost složen s různě uspořádaných kostěných trámků a lišt, dutiny mezi nimi jsou vyplněny silně prokrvenou sliznicí. Rohový výběžek je zvenčí pokryt škárou, střední vrstvou kůže. Škára je zbrázděna bradavkami prostouplými hustou sítí krevních vlásečnic. Mezi škárové bradavky pronikají lišty pokožky a z bradavek si berou výživu a látky potřebné k vytvoření rohoviny. Rohovina přirůstá zespoda, od hlavy zvířete. U kořene rohu je pochva měkčí, z prstencovité obruby kůže se tam vytváří nová rohovina. Kostěný rohový výběžek, (zesilující armatura rohu) naopak přirůstá hlavně na své špičce. Protože pochva se zvětšuje rychleji než kost, může u dlouhorohých zvířat špička rohovinové pochvy přesahovat špičku kostěného výběžku o více než 20 cm. Tato přesahující část je poměrně křehká.
Při poranění rohové pochvy, např. ulomením, je poraněná i silně prokrvená škára a krvácí z potrhaných vlásečnic. Rohovina na takto poškozeném místě se většinou nezregeneruje zcela a místo zůstává viditelně poškozené, znetvořené. Při zlomení rohového výběžku dochází k velmi silnému krvácení, zvíře krvácí i z nosu, často dochází k infikování rány s vážnými následky pro zvíře.
Roh je útvarem stálým, který není shazován a každoročně vyměňován. Naopak stálé přirůstá, i když ve stáří již méně. Růst podléhá různým vlivům, závisí na jakosti potravy, na stupni dospívání zvířete a mnohdy i na hierarchii ve stádě. Na rohu tak vznikají prstence, tj. silnější a slabší místa, která bychom mohli přirovnat k letokruhům stromů. Podle nich lze do určité míry stanovit i věk zvířete. U většiny přežvýkavců mají rohy samec i samice, u menšího počtu jen samec. Rohy jsou obyčejně prohnuté nebo zatočené, jen zřídka přímé. Většina zvířat s rohy žije ve stádech a velikost rohů současně s tělesným vzrůstem hraje hlavní roli při stanovení hierarchie, jsou také důležité při obraně proti predátorům. U některých buvolů např. arni (Bubalus arnee) dosahuje délka rohu běžně i přes 150 cm (doložené maximum je 194 cm).
Rohy mají např. tato zvířata: antilopy, bizon, buvol, buvolec, jak, gazela, kamzík, kozorožec, koza, muflon, ovce, paovce, pižmoň, přímorožec, tahr, zubr atd. V archaických dobách mnoho dechových nástrojů využívalo zvířecích rohů, tj. rohovinových pochev, pro jejich dobré ozvučné vlastnosti.
Při chovu nejznámějšího „rohatého“ zvířete, krávy, se léta diskutuje o tzv. odrohování, tj. odstranění rohů ještě telatům. Existují argumenty velkochovatelů pro: vzájemná zranění způsobená napadáním (stádové chování) a argumenty ochránců zvířat proti: zbytečná krvavá týrání.

## Plný roh

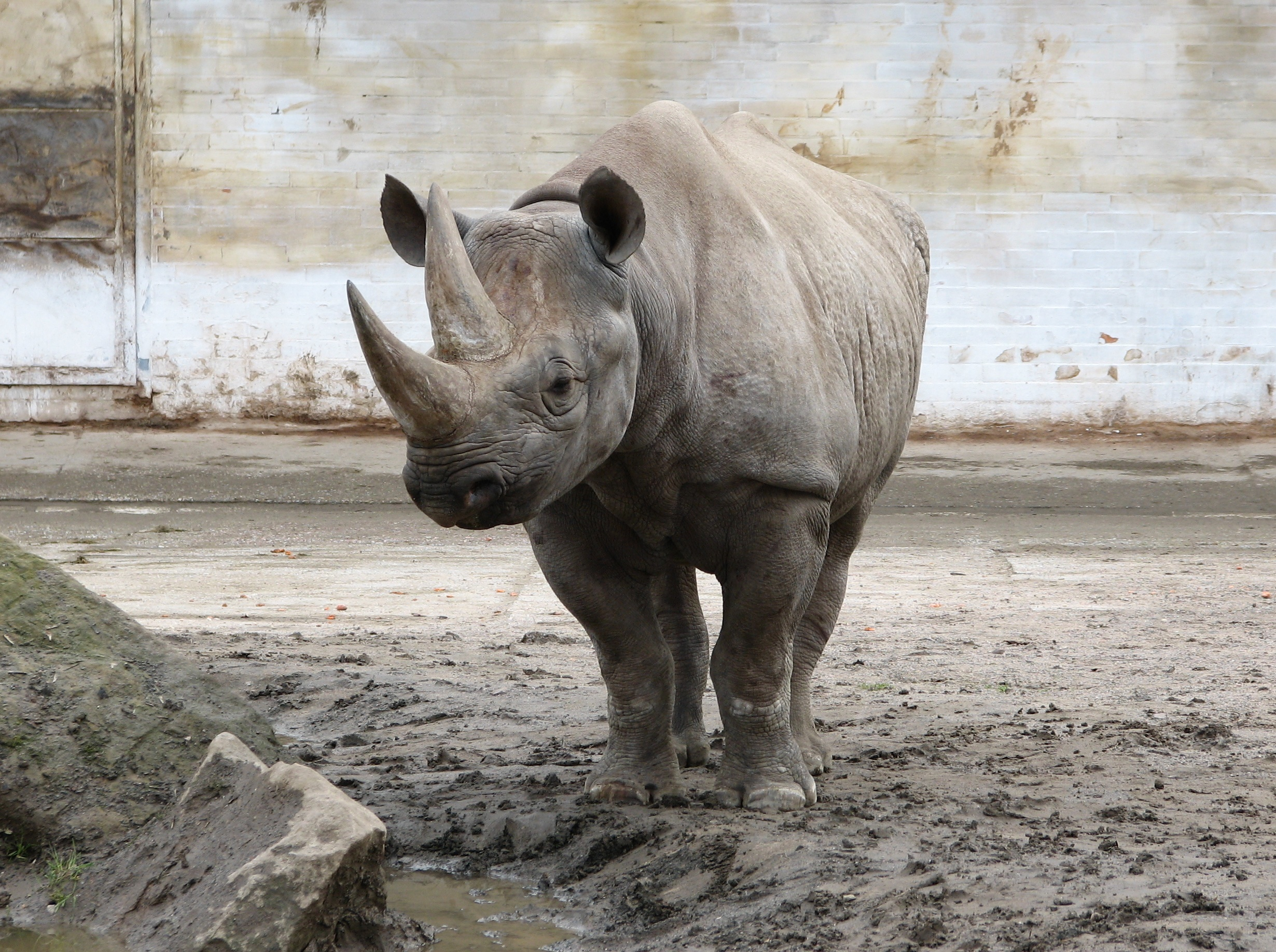
Nosorožec dvourohý (Diceros bicornis)

Plný roh je nepárový orgán lichokopytníků – nosorožců, je umístěn na vyklenuté nosní kosti. Je ze zrohovatělé pokožky – z rohoviny a nemá žádnou kostěnou oporu. Přirůstá stejně jako dutý roh od hlavy. Tři rody nosorožců n. tuponosý, n. dvourohý a n. sumaterský mají rohy dva (větší a menší) umístěny za sebou, jeden rod n. jávský a n. indický ( stejný rod Rhinoceros) mají roh jen jeden. Větší roh nosorožce může dosahovat délky až 1,5 m.
Rohy nosorožců jsou i jejich prokletím, jsou považovány za téměř všemocné. Existuje pověra, že pohár zhotovený z rohu odhalí otrávený nápoj. Z rohu se vyrábí rukojeť arabské obřadní dýky a hlavně čínská medicína nosorožčím rohům přikládá téměř zázračné léčebné účinky. Nosorožci jsou pro své rohy, hlavně ve střední Africe, vybíjeni pytláky.

## Kostěný roh
Kostěný roh (růžek, parůžek) se vyskytuje většinou v párech u žirafovitých přežvýkavých sudokopytníků na hlavě. Je to kost pokrytá kůži, může dorůst délky i 25 cm, neodpadává. U pravých žiraf kůže kryje celý roh, kdežto okapi nemá špičky růžků kůži přikryté. Žirafy jich nepoužívají k obraně, ale jen při vzájemných zápasech. Samci některých druhů žiraf mají další pár malých růžku na zátylku a jeden nepárový na čele.